# The Irish Post
The Irish Post est le journal irlandais le plus vendu en Grande-Bretagne. Il est publié tous les mercredis et est disponible dans toute la Grande-Bretagne et dans une bonne partie de la république d'Irlande.

## Histoire
La première édition imprimée du Irish Post est publiée le vendredi 13 février 1970. Le journal est fondé en février 1970 par la journaliste Breandán Mac Lua et Tony Beatty, un homme d'affaires du comté de Waterford en Irlande.   
Le 2 février 2017, L'Irish Post a annoncé qu'il avait l'intention d'acquérir la Irish TV company, étendant son domaine au médias télévisuels.   
L'Irish Post est particulièrement populaire dans les régions de Grande-Bretagne avec de grands groupes d'expatriés irlandais tels que Liverpool, Birmingham, Manchester, Leeds et Londres.       